# Kariel Gardos
Kariel Gardos (hebräisch קריאל גרדוש, auch Gardosh, nutzt das Pseudonym: Dosh; * 15. April 1921 in Budapest als Karl Gardos; † 28. Februar 2000 in Tel Aviv) war ein politischer Karikaturist für die israelischen Tageszeitungen Maariv und Jerusalem Post. Seine Werke sind auch in Buchform erschienen.

## Leben
Dosh wurde als Karl Gardos (Goldberger) in Budapest geboren. Er überlebte den Holocaust und wanderte 1948, nach einem Studium der Literatur an der Pariser Sorbonne, nach Israel aus, wo er seinen Namen in Kariel änderte. Er konnte jedoch kein Hebräisch; so wurde er eigener Aussage nach zum Karikaturisten, da ihm dies die Möglichkeit eröffnete, sich auf visuelle Weise mitzuteilen. Er begann für Untergrundzeitschriften der Lechi zu schreiben und wurde 1953 von der Zeitung Maariv eingestellt. Seine gelegentlichen Kolumnen für die Zeitschrift waren dezidiert konservativer Ausrichtung. In den Jahren 1981–1983 diente Gardos in der israelischen Botschaft in London als Kulturattaché. Am 28. Februar 2000 starb Dosh 78-jährig an Herzversagen. Mit seiner Lebensgefährtin Tova Pardo hatte er zwei Kinder.

## Werk

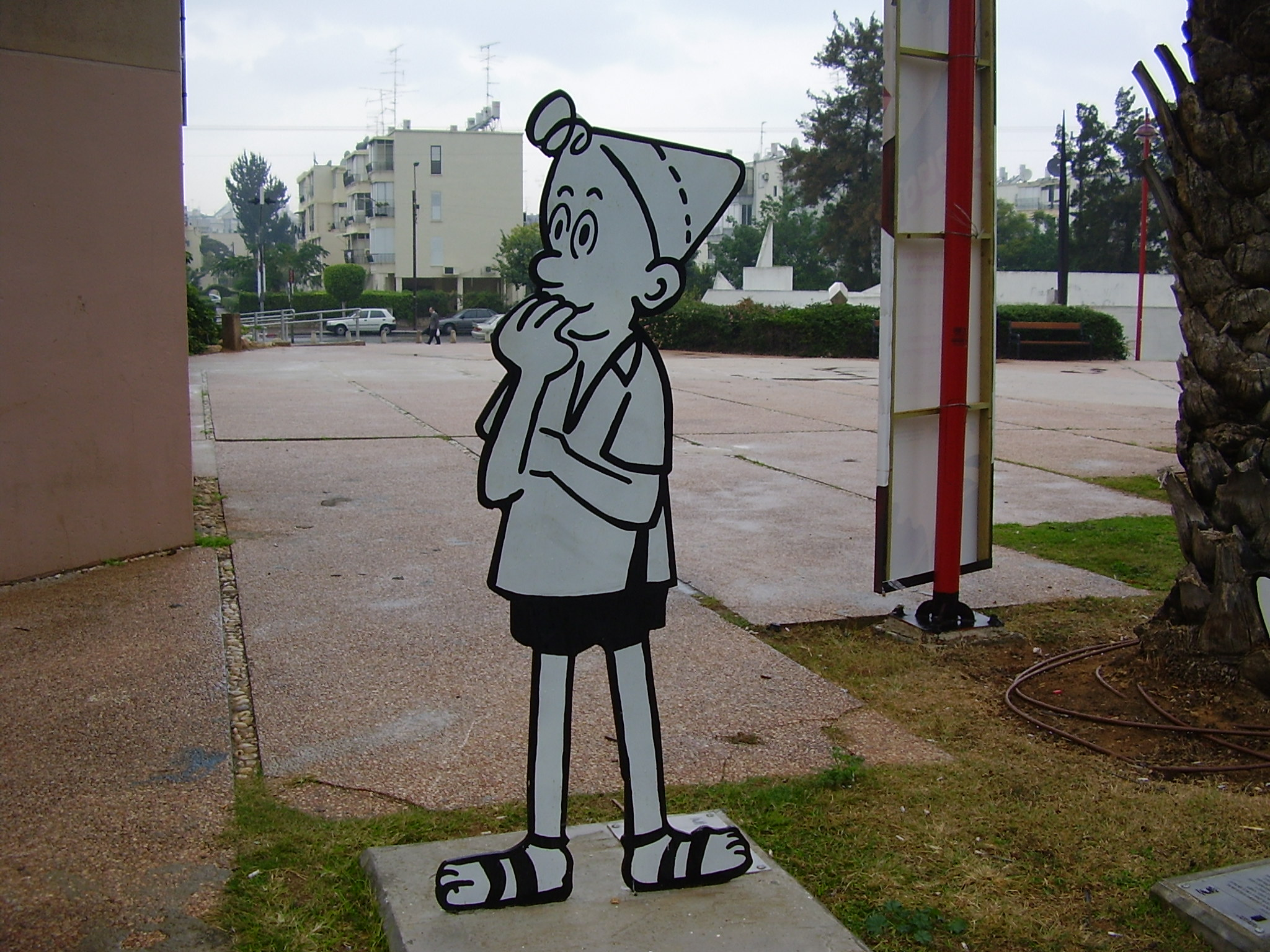
Srulik-Figur im Skulpturengarten des Israeli Museum of Caricature and Comics

Die Zeichnungen Gardos’ waren und sind in der israelischen Gesellschaft äußerst bekannt und beliebt. Gardos erfand eine Figur namens Srulik, eines kleinen Jungen mit der Kova Tembel, dem typischen Schlapphut der Kibbutzniks. Der Srulik wurde zum Symbol für den Staat Israel, „genau wie die Marianne das Symbol Frankreichs und Uncle Sam das der Vereinigten Staaten ist“, wie es der Politiker und frühere Redakteur des Maariv Tommy Lapid ausdrückte.
Dosh hatte mehrere Symbolfiguren im Sinn, etwa den Löwen von Judäa oder den alten wandernden Juden, er entschied sich dann aber für den typischen Sabra (im Land Geborenen) der 1950er und 1960er Jahre. Dieser ist jung, optimistisch, gutmütig und gleichzeitig ein wenig naiv. Er hat lockiges Haar und trägt neben der Kova Tembel Sandalen und meist eine kurze Hose. Die Gestalt änderte sich kaum im Verlaufe der Jahre, und der Srulik blieb im Teenageralter, auch wenn er beizeiten die Uniform der Tzahal trug.
Besondere Bedeutung kommt dem Buch Pardon wir haben gewonnen zu, das Gardos zusammen mit Ephraim Kishon über den Sechstagekrieg veröffentlichte. Zum fünfzigjährigen Bestehen des Staates und der israelischen Post wurden 1997/98 in Israel mehrere Briefmarken und Postkarten mit dem Srulik als Motiv herausgegeben.
Das Trio Lapid, Kishon und Dosh, die alle für die Maariv arbeiteten, war als die „Ungarische Mafia“ bekannt. Dosh gewann den Herzl-Preis, den Nordau-Preis, den Jabotinsky-Preis und den Sokolow-Preis in Anerkennung seiner Werke. Heute ist ein Karikaturpreis in Israel nach ihm benannt (Dosh-Preis).